# Canton du Havre-3
Le canton du Havre-3 est une circonscription électorale française du département de la Seine-Maritime créée en 1888. Sa délimitation a été modifiée par le décret du 27 février 2014. Elle tient lieu de circonscription d'élection des conseillers départementaux et entre en vigueur lors des premières élections départementales suivant la publication du décret.

## Histoire
Un nouveau découpage territorial de la Seine-Maritime entre en vigueur à l'occasion des premières élections départementales suivant le décret du 27 février 2014. Les conseillers départementaux sont, à compter de ces élections, élus au scrutin majoritaire binominal mixte. Les électeurs de chaque canton élisent au Conseil départemental, nouvelle appellation du Conseil général, deux membres de sexe différent, qui se présentent en binôme de candidats. Les conseillers départementaux sont élus pour 6 ans au scrutin binominal majoritaire à deux tours, l'accès au second tour nécessitant 12,5 % des inscrits au 1er tour. En outre la totalité des conseillers départementaux est renouvelée. Ce nouveau mode de scrutin nécessite un redécoupage des cantons dont le nombre est divisé par deux avec arrondi à l'unité impaire supérieure si ce nombre n'est pas entier impair, assorti de conditions de seuils minimaux. Dans la Seine-Maritime, le nombre de cantons passe ainsi de 69 à 35.

## Représentation

### Conseillers généraux de 1888 à 2015
| Période     | Période                   | Identité                              | Étiquette                      | Qualité |
| ----------- | ------------------------- | ------------------------------------- | ------------------------------ | --- |
| 1888        | 1909 (décès)              | Henri Léon Louis Fauvel               | Rad.                           | Médecin, conseiller municipal du Havre Ancien conseiller général du canton du Havre-Est                                             |
| 1909        | 1913 (démission)          | Charles-Louis Valentino               | Rad.                           | Docteur en médecine Maire de Graville-Sainte-Honorine nommé Sous-Préfet                                                             |
| 1914        | 1919                      | Gustave Debreuille (1872-1948)        | RG                             | Pharmacien, conseiller municipal de Graville-Sainte-Honorine                                                                        |
| 1919        | 1920 (démission)          | Charles Le Chapelain                  | SFIO                           | Ouvrier métallurgiste Conseiller municipal du Havre                                                                                 |
| 1920        | 1922 (décès)              | Fernand Guitard                       | SFIO                           | Instituteur |
| 1922        | 1922 (annulation)         | Roger Rolland                         | PC-SFIC                        | Ancien Mutin de la Mer Noire |
| 1923        | 1923 (annulation)         | André Marty                           | PC-SFIC                        | Ancien Mutin de la Mer Noire |
| 4 nov. 1923 | 1928                      | Ernest Kerambrun                      | Rad.                           | Ancien magistrat, avocat au Havre                                                                                                   |
| 1928        | 1941 (démission d'office) | Léon Hippolyte Constantin (1881-1966) | Rad.                           | Président de l'Union mutualiste du Havre et des communes suburbaines Adjoint au Maire du Havre Révoqué par le Gouvernement de Vichy |
|             |                           |                                       |                                | |
| 1945        | 1973                      | Louis Eudier                          | PCF                            | Charpentier calfat de navires Responsable syndical Adjoint au Maire du Havre Député (1956-1958)                                     |
| 1973        | 2013 (démission)          | Gérard Heuzé,                         | PCF puis PS (à partir de 2001) | Chimiste, conseiller municipal d'Harfleur (1971-1977) Vice-Président du Conseil Général                                             |
| 2013        | 2015                      | Florence Martin-Péréon                | PS                             | Chef d'entreprise au Havre Vice-Présidente du Conseil Général                                                                       |

## Conseillers départementaux depuis 2015
| Période élective | Période élective | Mandat | Mandat           | Identité        | Nuance | Nuance | Qualité                                                                                         |
| ---------------- | ---------------- | ------ | ---------------- | --------------- | ------ | ------ | ----------------------------------------------------------------------------------------------- |
| 2015             | 2021             | 2015   | 2021             | Sophie Hervé    |        | PCF    | Cheminote Conseillère municipale du Havre (depuis 2020)                                         |
| 2015             | 2021             | 2015   | 2017 (démission) | Jean-Paul Lecoq |        | PCF    | Permanent politique Maire de Gonfreville-l'Orcher (1995-2017) Député (2007-2012 et depuis 2017) |
| 2015             | 2021             | 2017   | 2021             | Alban Bruneau   |        | PCF    | Educateur Maire de Gonfreville-l'Orcher (depuis 2017)                                           |
| 2021             | 2028             | 2021   | en cours         | Alban Bruneau   |        | PCF    | Conseiller sortant                                                                              |
| 2021             | 2028             | 2021   | en cours         | Sophie Hervé    |        | PCF    | Conseillère sortante                                                                            |

### Résultats détaillés

#### Élections de mars 2015
À l'issue du 1er tour des élections départementales de 2015, deux binômes sont en ballottage : Sophie Hervé et Jean-Paul Lecoq (FG, 41,73 %) et Pierre-Elie Pheulpin et Valérie Zune (FN, 26,89 %). Le taux de participation est de 38,98 % (8 580 votants sur 22 010 inscrits) contre 49,48 % au niveau départemental et 50,17 % au niveau national.
Au second tour, Sophie Hervé et Jean-Paul Lecoq (FG) sont élus avec 67,23 % des suffrages exprimés et un taux de participation de 37,61 % (5 123 voix pour 8 279 votants et 22 010 inscrits).

#### Élections de juin 2021
Le premier tour des élections départementales de 2021 est marqué par un très faible taux de participation (33,26 % au niveau national). Dans le canton du Havre-3, ce taux de participation est de 23,99 % (4 968 votants sur 20 712 inscrits) contre 32,19 % au niveau départemental. À l'issue de ce premier tour, deux binômes sont en ballottage : Alban Bruneau et Sophie Hervé (PCF, 52,93 %) et Yannick Gibourdel et Christiane Payel (RN, 23,58 %).
Le second tour des élections est marqué une nouvelle fois par une abstention massive équivalente au premier tour. Les taux de participation sont de 34,36 % au niveau national, 32,06 % dans le département et 23,52 % dans le canton du Havre-3. Alban Bruneau et Sophie Hervé (PCF) sont élus avec 71,45 % des suffrages exprimés (3 116 voix pour 4 874 votants et 20 719 inscrits),,.

## Composition
Le nouveau canton du Havre-3 comprend trois communes entières et une fraction de la commune du Havre.
| Nom                              | Code Insee | Intercommunalité            | Superficie (km2) | Population (dernière pop. légale)                 | Densité (hab./km2) | Modifier                                    |
| -------------------------------- | ---------- | --------------------------- | ---------------- | ------------------------------------------------- | ------------------ | ------------------------------------------- |
| Le Havre (bureau centralisateur) | 76351      | CU Le Havre Seine Métropole | 46,95            | Fraction : 23 147 (2022) Commune : 166 462 (2022) | 3 546              | modifier les données · modifier les données |
| Gainneville                      | 76296      | CU Le Havre Seine Métropole | 4,65             | 2 529 (2022)                                      | 544                | modifier les données · modifier les données |
| Gonfreville-l'Orcher             | 76305      | CU Le Havre Seine Métropole | 25,81            | 8 939 (2022)                                      | 346                | modifier les données · modifier les données |
| Rogerville                       | 76533      | CU Le Havre Seine Métropole | 9,50             | 1 720 (2022)                                      | 181                | modifier les données · modifier les données |
| Canton du Havre-3                | 7616       |                             |                  | 36 335 (2022)                                     |                    | modifier les données                        |

La partie de la commune du Havre intégrée dans le canton est celle située au sud d'une ligne définie par l'axe des voies et limites suivantes : depuis la limite territoriale de la commune de Gonfreville-l'Orcher, route nationale 282, boulevard de Leningrad, boulevard de Graville, rue Aristide-Briand, cours de la République, cours du Commandant-Fratacci, quai Colbert, rue André-Carrette, quai Casimir-Delavigne, quai de l'Île, quai de Southampton, chaussée John-Kennedy, boulevard Clemenceau, ligne droite dans le prolongement de l'avenue Foch, jusqu'au littoral.

## Démographie

### Démographie avant 2015
| 1962 | 1968 | 1975 | 1982 | 1990   | 1999   | 2006   | 2011   | 2012   |
| ---- | ---- | ---- | ---- | ------ | ------ | ------ | ------ | ------ |
| -    | -    | -    | -    | 23 671 | 23 320 | 23 455 | 21 526 | 21 099 |

### Démographie depuis 2015
En 2022, le canton comptait 36 335 habitants, en évolution de −1,86 % par rapport à 2016 (Seine-Maritime : +0,35 %, France hors Mayotte : +2,11 %).
| 2013   | 2018   | 2022   |
| ------ | ------ | ------ |
| 37 406 | 37 207 | 36 335 |